# Thorigny-sur-Oreuse
Thorigny-sur-Oreuse è un comune francese di 1 496 abitanti situato nel dipartimento della Yonne nella regione della Borgogna-Franca Contea.

## Società

### Evoluzione demografica
Abitanti censiti